# NGC 4808
NGC 4808 is een spiraalvormig sterrenstelsel in het sterrenbeeld Maagd. Het hemelobject werd op 17 april 1786 ontdekt door de Duits-Britse astronoom William Herschel.

## Synoniemen
- UGC 8054
- MCG 1-33-28
- ZWG 43.71
- IRAS 12532+0434
- PGC 44086